# Contrefaçon horlogère

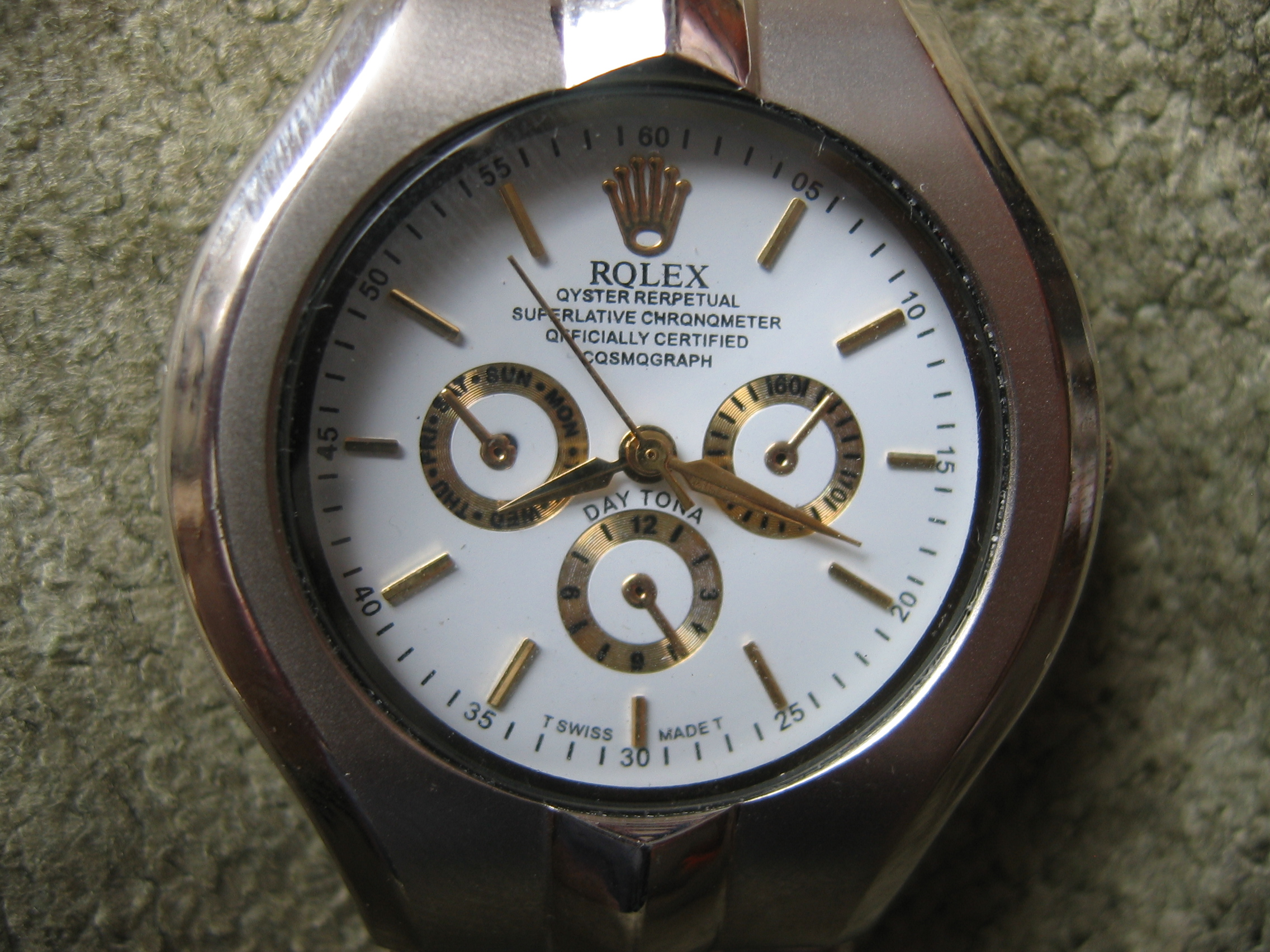
Contrefaçon d'une Rolex Daytona. Les O sont remplacés par des Q, la couronne a six pointes au lieu de cinq. Le cadran avec les jours de la semaine n'existe pas sur la montre authentique.

La contrefaçon horlogère est le processus par lequel des imitations illégales de montres sont produites et distribuées, souvent avec l'intention de tromper les consommateurs en leur faisant croire qu'ils achètent des produits authentiques. Ces contrefaçons peuvent varier en qualité, certaines étant des reproductions grossières, tandis que d'autres sont des imitations de haute qualité qui sont difficilement discernables des originaux.

## Impact
Selon les chiffres de la Fondation de la Haute Horlogerie, on estime qu'au moins 40 millions de ces contrefaçons sont produites chaque année. Cela démontre l'ampleur de l'industrie de la contrefaçon horlogère, qui a connu une croissance significative au fil des ans. Par exemple, le nombre et la valeur des saisies douanières sont passés de CHF 400,000 et 18 saisies en 1995 à CHF 10,300,000 et 572 saisies en 2005.
La contrefaçon horlogère a un impact négatif sur l'industrie horlogère mondiale. Les pertes directes sont estimées à environ 1 milliard de dollars par an, mais les conséquences indirectes sont également significatives. La présence de contrefaçons peut éroder la confiance des consommateurs dans l'authenticité des produits, dévaloriser l'image de marque des fabricants de montres et compromettre la réputation de l'industrie horlogère dans son ensemble.

## Traçabilité dans l'industrie horlogère
La traçabilité joue un rôle crucial dans l'industrie horlogère. Elle permet aux fabricants de suivre le parcours de leurs montres depuis la production jusqu'à la vente au détail, garantissant ainsi l'authenticité et la qualité des produits.
La traçabilité dans l'industrie horlogère implique généralement un système de suivi et de documentation de chaque étape du processus de production et de distribution. Cela comprend le suivi des matériaux utilisés, des processus de fabrication, du transport, de la distribution et de la vente des montres.
La traçabilité aide également à lutter contre la contrefaçon horlogère. En suivant le parcours de chaque montre, les fabricants peuvent identifier et éliminer les contrefaçons du marché. Par ailleurs, la traçabilité offre aux consommateurs une assurance de l'authenticité et de la qualité du produit qu'ils achètent.
La mise en œuvre de systèmes de traçabilité peut cependant être un défi en raison de la complexité du processus de production horlogère et de la nécessité d'un suivi précis à chaque étape. Malgré ces défis, de nombreux fabricants d'horlogerie ont mis en place des systèmes de traçabilité pour assurer l'intégrité de leurs produits et protéger leurs marques.